# 科莱帕尔多
科莱帕尔多（義大利語：Collepardo），是意大利弗罗西诺内省的一个市镇。总面积24.98平方公里，人口962人，人口密度38.5人/平方公里（2009年）。ISTAT代码为060028。